# Bogdan Stępień
Bogdan Stępień (ur. 1963) – polski inżynier, dr hab., profesor nadzwyczajny Instytutu Inżynierii Rolniczej i dziekan Wydziału Przyrodniczego i Technologicznego Uniwersytetu Przyrodniczego we Wrocławiu.

## Życiorys
5 listopada 1996 obronił pracę doktorską Badania cech reologicznych ziarna pszenżyta w oparciu o pętlę histerezy odkształceń, następnie uzyskał stopień doktora habilitowanego. Objął funkcję profesora nadzwyczajnego w Instytucie Inżynierii Rolniczej oraz dziekana na Wydziale Przyrodniczym i Technologicznym Uniwersytetu Przyrodniczego we Wrocławiu.
Był prodziekanem Wydziału Przyrodniczego i Technologicznego Uniwersytetu Przyrodniczego we Wrocławiu.